# Wenzel Wilhelm von Dobschütz

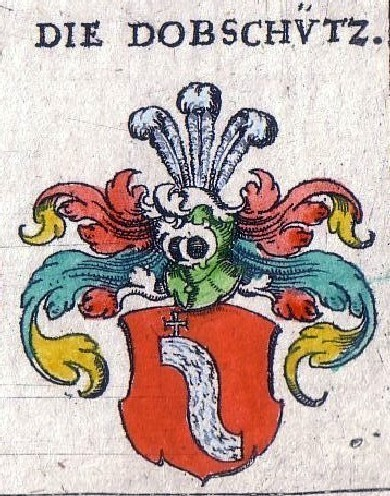
Das Wappen der Familie von Dobschütz
Weigel'sches Wappenbuch von 1734, handkoloriert

Wenzel Wilhelm von Dobschütz (* 1633 (wahrscheinlich) auf Gut Sillmenau bei Breslau, Fürstentum Breslau; † 1698 in Thorn, Polen) war ein schlesischer Gutsbesitzer und königlich-polnischer Generalmajor.

## Familie
Wenzel Wilhelm von Dobschütz entstammte dem Adelsgeschlecht Dobschütz. Sein genaues Geburtsdatum ist nicht bekannt, dürfte aber nur wenige Tage vor seiner Taufe am 15. Juni 1633 in der Maria-Magdalena-Kirche zu Breslau gewesen sein.
Dobschütz war der Sohn des Gutsbesitzers Gottfried von Dobschütz (1591–ca. 1650), Herr auf den Gütern Sillmenau und Klein-Tschansch im Fürstentum Breslau, und der Martha von Oelhafen und Schöllenbach (1606–1666). Seine Mutter Martha heiratete nach 1651 in zweiter Ehe dessen Neffen, den kaiserlichen Hauptmann und Gutsbesitzer Dietrich von Dobschütz (1625–1659), zumindest nominell noch Herr auf Gut Wirbsen (auch Würben genannt) im Fürstentum Jägerndorf, doch war Gut Wirbsen zu dieser Zeit wüst und leer.
Er selbst blieb unverheiratet, zumindest ist von einer Eheschließung nichts bekannt.
Wenzel Wilhelm von Dobschütz war der Enkel des Breslauer Ratspräses Adam von Dobschütz, Landeshauptmann des Fürstentums Breslau.

## Leben
Dobschütz wird 1651 als königlich-polnischer Oberst, 1656 als polnischer Generalmajor und Kommandant von Kaminiec erwähnt.
| Personendaten    | Personendaten                                                   |
| ---------------- | --------------------------------------------------------------- |
| NAME             | Dobschütz, Wenzel Wilhelm von                                   |
| KURZBESCHREIBUNG | schlesischer Gutsbesitzer und königlich polnischer Generalmajor |
| GEBURTSDATUM     | getauft 15. Juni 1633                                           |
| GEBURTSORT       | unsicher: Sillmenau Herzogtum Breslau, Königreich Böhmen        |
| STERBEDATUM      | 1698                                                            |
| STERBEORT        | Thorn, Königreich Polen, Polen-Litauen                          |